# س. شابن كاتلر
س. شابن كاتلر (بالإنجليزية: Cassius Chapin Cutler)‏ هو مهندس أمريكي، ولد في 16 ديسمبر 1914 في سبرينغفيلد في الولايات المتحدة، وتوفي في 1 ديسمبر 2002 في نورث ريدينغ في الولايات المتحدة.